# Edinson Cavani
Edinson Roberto Cavani Gómez (Salto, 14. veljače 1987.)  urugvajski je nogometaš. Trenutačno igra za Boca Juniors.

## Klupska karijera

### Danubio
Cavani se seli u Montevideo s 12 godina kako bi nastupao za Danubio. Godine 2006. debitirao je za Danubio i u prvom dijelu sezone tzv. Aperturi postigao je devet pogodaka te je bio izabran u momčad prvog dijela sezone.

### Palermo
Nakon par briljantnih utakmica na Južnoameričkom prvenstvu za mlade upada u oči velikim europskim klubovima kao što su npr. Juventus i Milan, ali ipak potpisuje za Palermo 29. siječnja 2007. što je potvrđeno dva dana nakon.
Cavani debitira 11. ožujka protiv Fiorentine. Ulazi s klupe i postiže izjednačujući pogodak.
Nakon odlaska Amaurija iz Palerma, Cavani osigurava mjesto u prvoj postavi gdje zajedno s Miccolijem postiže 14 pogodaka. Godine 2010. Cavani napušta redove Palerma.

### Napoli
U lipnju 2010. potpisuje petogodišnji ugovor s Napolijem. Postiže dva pogotka protiv Elfsborga i pomaže plasiranju Napolija u Europsku ligu. Od tada počinje spektakularan uzlet Napolija u Seria A.
U svom ligaškom debiju protiv Barija također postiže pogodak. Nakon odlično odigrane sezone Napoli se, ponajviše zahvaljujući  Cavaniju, plasira u Ligu prvaka. Cavani već postiže prvi pogodak protiv Manchester Cityja. Četiri dana kasnije postiže hat-trick u pobjedi protiv Milana 3:1. Prvu sezonu završava s postignutih 26 pogodaka.

### Paris Saint-Germain
16. srpnja 2013. Edison prelazi iz Napolija u Paris Saint-Germain.

## Međunarodna karijera
U siječnju 2007. dobiva poziv za Urugvajsku nogometnu reprezentaciju do 20 godina. Nastupa na Južnoameričkom nogometnom prvenstvu za mlade u Paragvaju gdje u devet utakmica postiže sedam pogodaka i osvaja 3. mjesto s reprezentacijom.
Dana 6. veljače 2008. po prvi put nastupa za Urugvaj i postiže pogodak u remiju 1-1 protiv Kolumbije.

## Uspjesi

### Klub
- Danubio, u prvom dijelu sezone (Apertura) izabran u najbolju momčad.
- Napoli: Coppa Italia: 2011-12
- PSG: Ligue 1: 2013-14, 2014-15, 2015-16,            2017-18, 2018-19, 2019-2020
- PSG: Francuski kup: 2014-15, 2015-16, 2016-17, 2017-18, 2019-20
- PSG: Francuski liga kup: 2013-14, 2014-15,    2015-16, 2016-17, 2017-18, 2019-20

### Reprezentacija
- Urugvaj do 20: 3. mjestu na Južnoameričkom nogometnom prventvu za mlade u Paragvaju.
- Urugvaj: SP 2010. JAR, 4. mjesto
- Urugvaj: Copa América 2011. Pobjednik

## Vanjske poveznice
- Cavani's profile (s US Palermove stranice)  Arhivirana inačica izvorne stranice od 23. rujna 2008. (Wayback Machine)
- ESPN Profile  Arhivirana inačica izvorne stranice od 16. svibnja 2010. (Wayback Machine), Soccernet